# 阿博斯
阿博斯（法語：Abos，法語發音：[abɔs]）是法国大西洋比利牛斯省的一个市镇，位于该省中东部，属于奥洛龙-圣玛丽区。

## 地理
阿博斯（43°21'29.2"N, 0°33'50.8"W）面积8.45 平方千米，位于法国新阿基坦大区大西洋比利牛斯省，该省份为法国东南部省份，涵盖了贝阿恩与北巴斯克，西临大西洋比斯開灣，北至朗德省，东北接热尔省，东临上比利牛斯省，南与西班牙接壤。
与阿博斯接壤的市镇（或旧市镇、城区）包括：塞泽拉克堡、阿尔比斯、贝桑格朗、帕尔拜斯、帕尔迪、塔尔萨克。
阿博斯的时区为UTC+01:00、UTC+02:00（夏令时）。

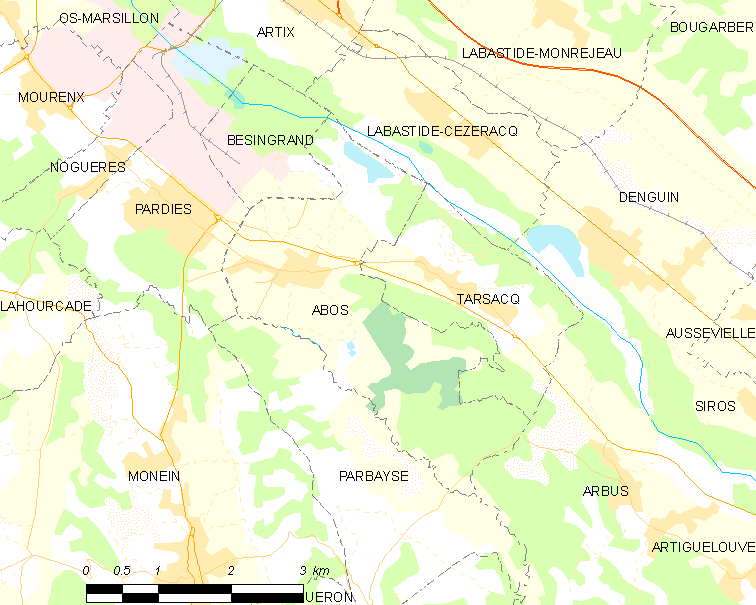
阿博斯的OSM定位图

## 行政
阿博斯的邮政编码为64360，INSEE市镇编码为64005。

## 政治
阿博斯所属的省级选区为贝阿恩中心县。

## 人口

1962-2008年间阿博斯人口变化图示

阿博斯于2022年1月1日时的人口数量为522人。